# Windmotor Teroele
De Windmotor Teroele is een poldermolen bij het dorp Teroele, dat in de Friese gemeente De Friese Meren ligt. De molen is een Amerikaanse windmotor, die enkele honderden meters ten noorden van het dorp aan de rand van het Koevordermeer staat. Hij werd tussen 1920 en 1925 gebouwd. De windmotor verkeerde in 2008 in slechte toestand en is niet voor publiek geopend.